# The Old West
The Old West è un film del 1952 diretto da George Archainbaud.
È un western statunitense con Gene Autry, Gail Davis e Lyle Talbot.

## Produzione
Il film, diretto da George Archainbaud su una sceneggiatura di George Archainbaud, fu prodotto da Armand Schaefer per la Gene Autry Productions e girato nel ranch di Corriganville a Simi Valley, a Lone Pine e nel Vasquez Rocks Natural Area Park ad Agua Dulce, California, da metà agosto a fine agosto 1951.

## Distribuzione
Il film fu distribuito negli Stati Uniti dal 15 gennaio 1952 al cinema dalla Columbia Pictures.

## Promozione
Le tagline sono:
- AUTRY'S BUSTING BRONCS AND KNOCKING BULLIES GALLEY-WEST!
- Little Champ's back - bigger than ever!
- The breakneck stagecoach race that runs the roughnecks out of town!
- Gene makes a beachhead for a parson in the town that forgot GOD!
- SEE GENE CIVILIZE SADDLEROCK - THE TOWN THAT LAW FORGOT!